# Föderale Notarkammer (Russland)
Die Föderale Notarkammer (russisch Федеральная нотариальная палата) in Russland ist eine russische nichtstaatliche Dachorganisation, die alle regionalen Notarkammern auf der Grundlage der Pflichtmitgliedschaft vereint. Sie ist eine Berufskammer, die auf der Grundlage der Selbstverwaltung funktioniert. Die Föderale Notarkammer vertritt die Interessen der russischen Notare in den Staats- und Kommunalorganen, koordiniert die Tätigkeiten der regionalen Notarkammern und stellt Fortbildungen der Notare sicher.
Die Föderale Notarkammer ist Mitglied der Internationalen Union des Notariats.

## Geschichte
Die Föderale Notarkammer wurde am 22. September 1993 auf der Konferenz der Vertreter der regionalen Notarkammern gegründet. Sie wird auf der Grundlage der Notargesetzgebung der Russischen Föderation vom 13. März 1993 Nr. 4462-1 reguliert.

## Organisationsstruktur
Das oberste Verwaltungsorgan der Föderalen Notarkammer ist die Versammlung der Vertreter der regionalen Notarkammern, die mindestens einmal im Jahr einberufen wird.

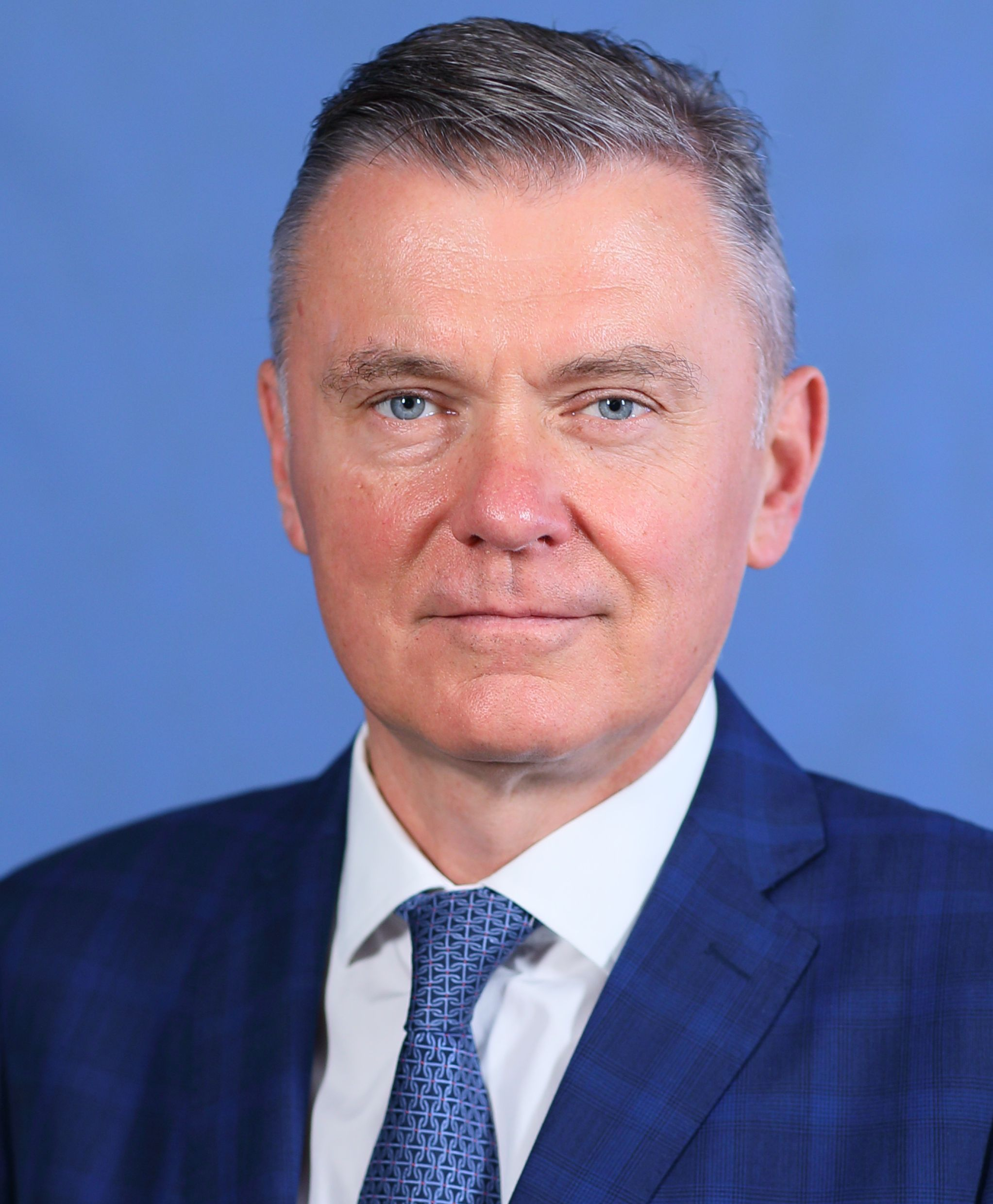
Konstantin Korsik, der Präsident der Föderalen Notarkammer

Der Vorstand der Föderalen Notarkammer ist ein kollegiales ausführendes Organ der Föderalen Notarkammer. Der Vorstand wird vom Präsidenten der Föderalen Notarkammer, der von der Versammlung der Vertreter der regionalen Notarkammern gewählt wird, geleitet.
| Zeitraum  | Name des Präsidenten / der Präsidentin |
| --------- | -------------------------------------- |
| 1994–1996 | Viktor Sergejewitsch Repin             |
| 1996–2001 | Anatolij Iwanowitsch Tichenko          |
| 2001–2007 | Jevgenij Nikolajewitsch Kljatschin     |
| 2009–2014 | Marija Iwanowna Sasonowa               |
| Seit 2014 | Konstantin Anatoljewitsch Korsik       |

Die Revisionskommission der Föderalen Notarkammer ist ein Organ, das die Überwachung der finanziellen und wirtschaftlichen Tätigkeit der Föderalen Notarkammer durchführt.

## Drucksachen
Die Föderale Notarkammer gibt die Zeitschrift Нотариальный вестник (auf Deutsch: Notarielles Bulletin) (ISSN 1819–6624) heraus.

## Auszeichnungen der Föderalen Notarkammer
Die Föderale Notarkammer verleiht russischen Notaren folgende Auszeichnungen:
- Medaille benannt nach Anatolij Tichenko
- Abzeichen „Für den Dienst am Notariat“
- Medaille „Für langjährige gewissenhafte Tätigkeit im Notariat“ (I. Klasse, II. Klasse, III. Klasse)
- Ehrenurkunde
- Schriftliche Bedankung